# 貢賓

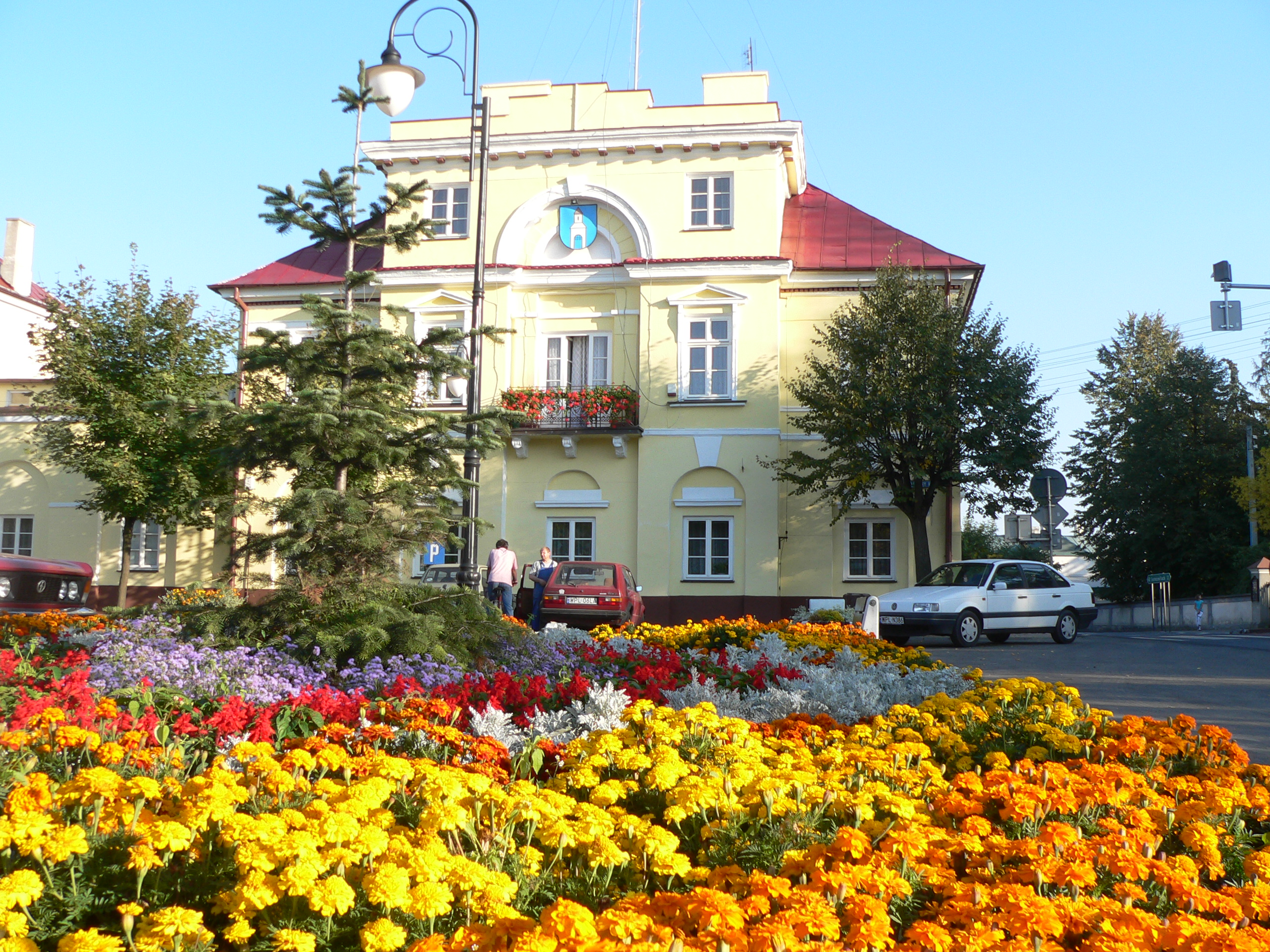

貢賓（波蘭語：Gąbin）是波蘭的城鎮，位於該國中部，距離首都華沙123公里，由馬佐夫舍省負責管轄，始建於十三世紀，面積28.16平方公里，2006年人口4,137。第二次世界大戰期間，納粹德國在1939年至1945年期間佔領該鎮。

## 外部連結
- Official website
- Map of Gąbin （页面存档备份，存于）
- Gombin Society active participant Ada Holtzman's personal web site and memoir to Gombin （页面存档备份，存于）
- Jewish Community in Gąbin （页面存档备份，存于） on Virtual Shtetl

52°24′N 19°44′E / 52.400°N 19.733°E